# Liste der Biografien/Ny
Liste der Biografien |
Portal Biografien |
Personensuche
# |
A |
B |
C |
D |
E |
F |
G |
H |
I |
J |
K |
L |
M |
N |
O |
P |
Q |
R |
S |
T |
U |
V |
W |
X |
Y |
Z |
?
 
Na |
Nb |
Nc |
Nd |
Ne |
Nf |
Ng |
Nh |
Ni |
Nj |
Nk |
Nl |
Nm |
Nn |
No |
Nr |
Ns |
Nt |
Nu |
Nv |
Nw |
Nx |
Ny |
Nz
Die Liste der Biografien führt alle Personen auf, die in der deutschsprachigen Wikipedia einen Artikel haben. Dieses ist eine Teilliste mit 435 Einträgen von Personen, deren Namen mit den Buchstaben „Ny“ beginnt.

## Ny
- Ny, Eric (1909–1945), schwedischer Mittelstreckenläufer

### Nya
- Nya (* 1970), Schweizer Rapper
- Nyabally, Alagie (* 1991), gambischer Fußballspieler
- Nyabenda, Pascal (* 1966), burundischer Politiker
- Nyabola, Nanjala, kenianische Schriftstellerin, Forscherin und Menschenrechtsaktivistin
- Nyachae, Simeon (1932–2021), kenianischer Politiker
- Nyad, Diana (* 1949), US-amerikanische SchwimmerinDiana Nyad (* 1949)

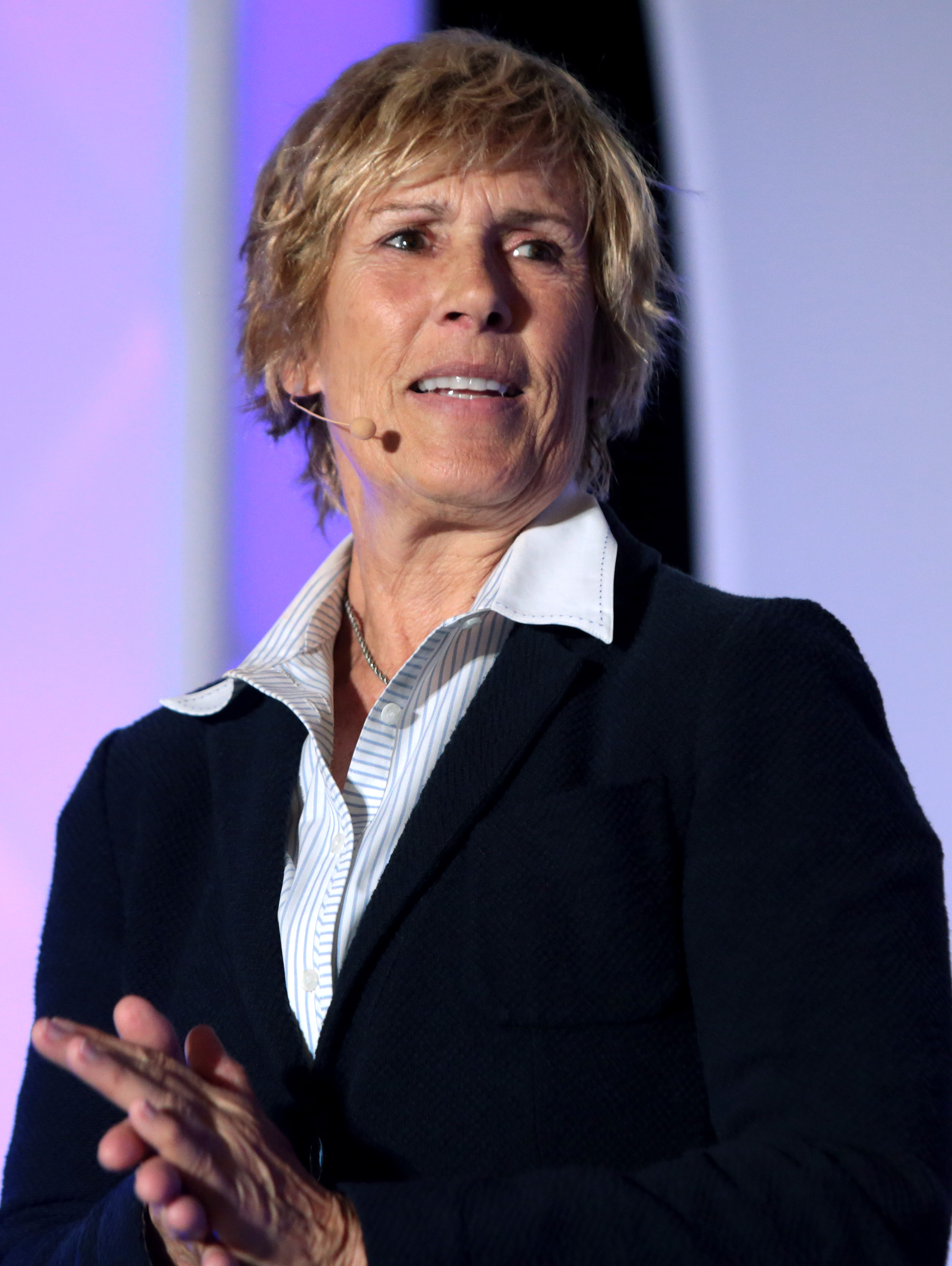
Diana Nyad (* 1949)

- Nyag Jnanakumara, Vertreter der alten TantraöTradition der Nyingma-Schule des tibetischen Buddhismus
- Nyaga, Caroline (* 1993), kenianische Langstreckenläuferin
- Nyagisera, Vanice Kerubo (* 2001), kenianische Hürdenläuferin
- Nyai Cili († 1664), Herrscherin von Watan Lema, Solor
- Nyai Cili Muda († 1686), Herrscherin von Watan Lema, Solor
- Nyaigotti-Chacha, Chacha (* 1952), kenianischer Schriftsteller
- Nyak Dhien, Cut († 1908), acehnesische Unabhängigkeitskämpferin
- Nyako, Jordan (* 1993), nigerianischer Fußballspieler
- Nyakossi, Roggerio (* 2004), Schweizer Fussballspieler
- Nyakwayo, Chrisantus (* 1944), kenianischer Langstreckenläufer
- Nyakwe, William Biassi (* 1991), kamerunischer Fußballspieler
- Nyama, Roland (* 1993), deutscher Basketballspieler
- Nyamadi, Atsu (* 1994), ghanaischer Leichtathlet
- Nyamahunge, Jacent (* 1997), ugandische Sprinterin
- Nyamau, Munyoro (* 1942), kenianischer Sprinter und Olympiasieger
- Nyamayaro, Elizabeth (* 1975), Politologin
- Nyambe, Patrick Kakozi (* 2002), sambischer Sprinter
- Nyambe, Ryan (* 1997), namibisch-englischer Fußballspieler
- Nyambi, Nyambi (* 1979), US-amerikanischer Schauspieler nigerianischer Abstammung
- Nyambui, Suleiman (* 1953), tansanischer Langstreckenläufer
- Nyambura, Virginia (* 1993), kenianische Langstreckenläuferin
- Nyamiti, Charles (1931–2020), tansanischer katholischer Theologe
- Nyamoya, Albin (1924–2001), burundischer Politiker
- Nyamsi, Gerzino (* 1997), französisch-kamerunischer Fußballspieler
- Nyamu, Jesaya (* 1942), namibischer Politiker
- Nyamuchoncho, Polycarp, ugandischer Politiker
- Nyamvumba, Patrick (* 1967), ruandischer General
- Nyamweru, Celia (* 1942), britisch-kenianische Kulturanthropologin und Geowissenschaftlerin
- Nyan Win (* 1953), myanmarischer Generalmajor und Politiker
- Nyan, Ousmane (* 1975), norwegischer Fußballspieler gambischer Herkunft
- Nyanaponika (1901–1994), deutscher Mönch und BuddhistNyanaponika (1901–1994)

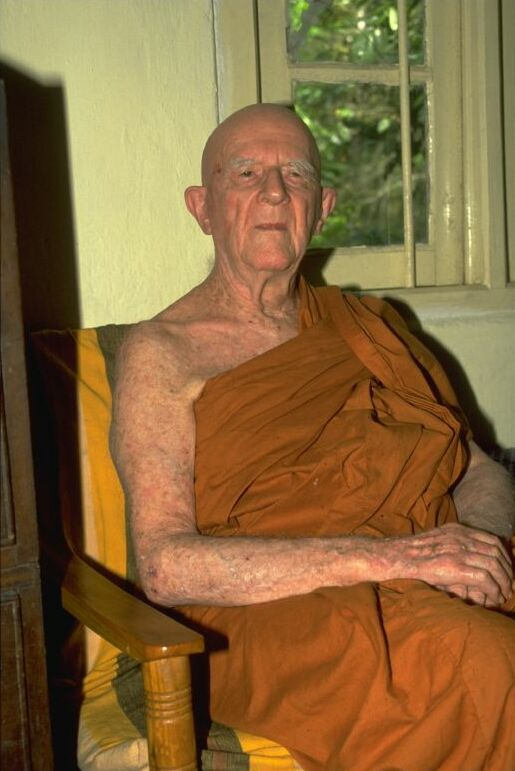
Nyanaponika (1901–1994)

- Nyanasamvara Suvaddhana, Somdet Phra (1913–2013), thailändischer Theravada-Bhikkhu und Religionsgelehrter
- Nyanatiloka (1878–1957), deutscher Mönch und Buddhist
- Nyandeng, Rebecca (* 1956), Politikerin im Südsudan
- Nyandeni, Nompumelelo (* 1987), südafrikanische Fußballspielerin
- Nyandoro, Rudolf (* 1968), simbabwischer Geistlicher und römisch-katholischer Bischof von Gweru
- Nyanduga, Nzumbe (* 1989), tansanischer Skilangläufer
- Nyang Ralpacan Nyima Öser (1124–1192), Tertön der Nyingma-Tradition
- Nyang, Aziz Corr (* 1984), gambischer Fußballspieler
- Nyang, Isatou (* 1984), gambische Leichtathletin im Behindertensport
- Nyang, Sulayman (1944–2018), gambischer Afrikanist und Hochschullehrer
- Nyang-Jagne, Haddy, gambische Politikerin
- Nyangacha, Rose Kerubo (* 1976), kenianische Marathonläuferin
- Nyanjiru, Mary Muthoni († 1922), politische Aktivistin
- Nyanzi, Stella (* 1974), ugandische Gender-Forscherin, medizinische Anthropologin und FeministinStella Nyanzi (* 1974)

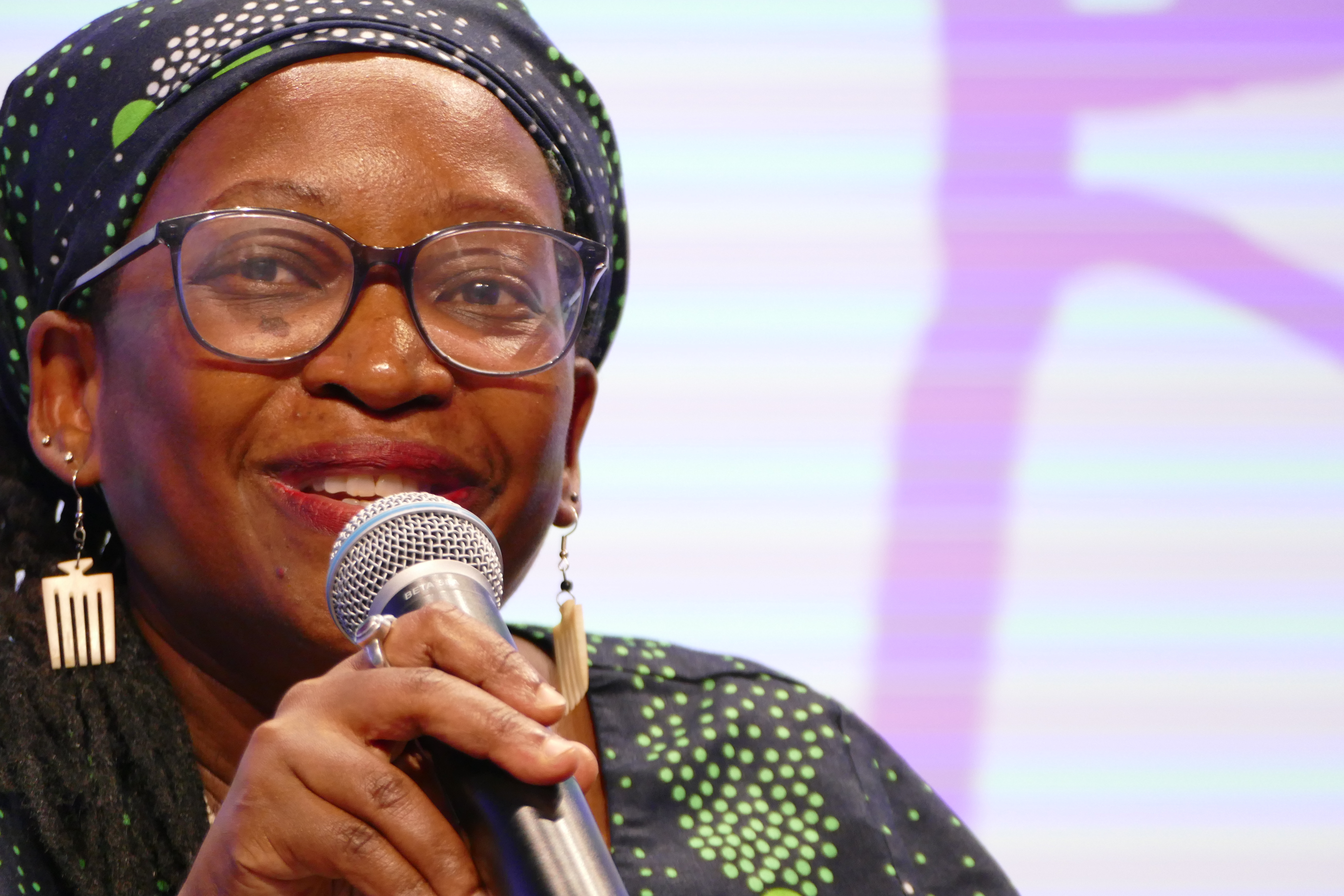
Stella Nyanzi (* 1974)

- Nyari, Eric (* 1981), US-amerikanischer Filmproduzent
- Nyari, Wilma (* 1962), deutsche Aktivistin, Empowerment-Trainerin und Fotografin
- Nyári, Zsuzsa (* 1961), ungarische Handballtrainerin und ehemalige Handballspielerin
- Nyári-Kovács, Magda (1921–2005), ungarische Florettfechterin
- Nyariki, Tom (* 1971), kenianischer Langstreckenläufer
- Nyarko Yeboah, Dominic (* 1953), ghanaischer Geistlicher, Bischof von Techiman
- Nyarko, Alex (* 1973), ghanaischer Fußballspieler
- Nyarko, Benjamin (* 2004), ghanaischer Fußballspieler
- Nyarko, Evans (* 1992), deutsch-ghanaischer Fußballtorhüter
- Nyarko, Philomena (* 1956), ghanaische Statistikerin und Hochschullehrerin
- Nyarko, Solomon Mensah (* 1989), ghanaischer Badmintonspieler
- Nyaruai, Veronica (* 1989), kenianische Leichtathletin
- Nyáry, Josef (* 1944), deutscher Schriftsteller
- Nyås, Arnljot (1916–1995), norwegischer Skilangläufer
- Nyassi, Musa Amul, gambischer Politiker
- Nyassi, Sainey (* 1989), gambischer Fußballspieler
- Nyassi, Sanna (* 1989), gambischer Fußballspieler
- Nyasulu, Alec (1920–1987), malawischer Politiker
- Nyasulu, Phillip (* 1978), malawischer Fußballtorwart
- Nyatanyi, Christine (1965–2011), ruandische Politikerin
- Nyathi, Eusebius Jelous (* 1974), simbabwischer römisch-katholischer Geistlicher und Bischof von Gokwe
- Nyauma, Seraphine (* 1965), kenianische Speerwerferin
- Nyaung-u Sawrahan († 964), Herrscher im Königreich Bagan

### Nyb
- Nybäck, Tomi (* 1985), finnischer Schachspieler
- Nybakk, Marit (* 1947), norwegische Politikerin (Arbeiterpartei)
- Nyberg, Arne (1913–1970), schwedischer Fußballspieler
- Nyberg, Emil (* 2003), schwedischer Skirennläufer
- Nyberg, Erik (* 1996), deutscher Basketballspieler
- Nyberg, Evert (1925–2000), schwedischer Langstreckenläufer
- Nyberg, Fredrik (* 1969), schwedischer Skirennläufer
- Nyberg, Glenn (* 1988), schwedischer FußballschiedsrichterGlenn Nyberg (* 1988)

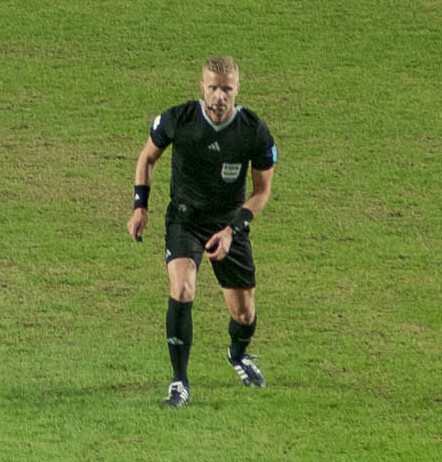
Glenn Nyberg (* 1988)

- Nyberg, Gunnar (1929–2007), schwedischer Jazzmusiker (Schlagzeug, Komposition)
- Nyberg, Henrik Samuel (1889–1974), schwedischer Orientalist
- Nyberg, Herman (1880–1968), schwedischer Segler
- Nyberg, Julia (1785–1854), schwedische Autorin
- Nyberg, Karen Lujean (* 1969), US-amerikanische Astronautin
- Nyberg, Katarina (* 1965), schwedische Curlerin
- Nyberg, Katja (* 1979), norwegische Handballspielerin und -trainerin
- Nyberg, Lina (* 1970), schwedische Jazzsängerin
- Nyberg, Lisa (* 2002), schwedische Skirennläuferin
- Nyberg, Mary Ann (1923–1979), US-amerikanische Kostümbildnerin
- Nyberg, Max (* 1992), schwedischer Pianist und Komponist
- Nyberg, Otto (1825–1879), finnischer und russischer Oberstleutnant und Politiker
- Nyberg, René (* 1946), finnischer Diplomat
- Nyberg, Susanne (* 1961), schwedische Squashspielerin
- Nyberg, Tore Samuel (1931–2018), schwedischer Historiker und Mediävist
- Nyblin, Daniel (1856–1923), finnischer Porträtfotograf
- Nyblom, Håkan (* 1981), dänischer Ringer
- Nyblom, Helena (1843–1926), dänisch-schwedische Schriftstellerin und Pianistin
- Nybø, Håvard (* 1983), norwegischer Radrennfahrer
- Nybø, Iselin (* 1981), norwegische Politikerin
- Nyboe Kristensen, Mads (* 1984), dänischer Basketballspieler
- Nyborg, Anders (* 1963), dänischer Schauspieler und Intendant
- Nyborg, Gunn (* 1960), norwegische Fußballspielerin
- Nyborg, Helmuth (* 1937), dänischer Psychologe, Autor und Kanute
- Nyborg, Karine (* 1962), norwegische Ökonomin, Autorin und Professorin an der Universität Oslo
- Nyborg, Peter (* 1969), schwedischer Tennisspieler
- Nyborg, Reidar (1923–1990), norwegischer Skilangläufer
- Nybråten, Inger Helene (* 1960), norwegische Skilangläuferin
- Nyby, Christian (1913–1993), US-amerikanischer Filmeditor und Regisseur

### Nyc
- Nyč, Radim (* 1966), tschechoslowakischer Skilangläufer
- Nycholat, Lawrence (* 1979), kanadischer Eishockeyspieler
- Nycop, Carl-Adam (1909–2006), finnisch-schwedischer Journalist, Chefredakteur und Autor
- Nycz, Kazimierz (* 1950), polnischer Geistlicher und Erzbischof von Warschau

### Nyd
- Nydahl, Hannah (1946–2007), buddhistische Lehrerin
- Nydahl, Jens (1883–1967), deutscher Politiker (SPD)
- Nydahl, Ole (* 1941), dänischer Buddhist, LamaOle Nydahl (* 1941)

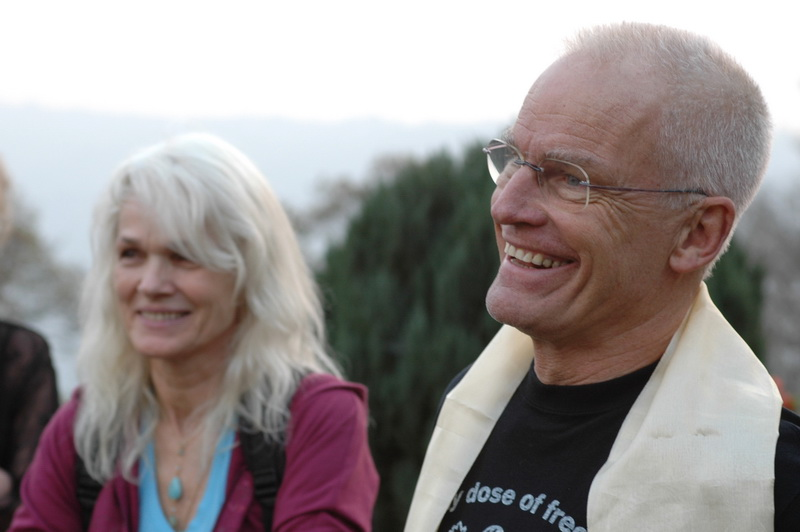
Ole Nydahl (* 1941)

- Nydahl, Tomas (* 1968), schwedischer Tennisspieler
- Nydal, Britt Ingunn (* 1989), norwegische Skilangläuferin und Orientierungsläuferin
- Nydam, Scott (* 1977), US-amerikanischer Radrennfahrer
- Nydegger, Fritz (1937–1993), Schweizer Schauspieler und Regisseur
- Nydegger, Hans (1848–1909), Schweizer Journalist und Schriftsteller in Mundart
- Nydegger, Lukas (* 2002), deutscher Skeletonfahrer
- Nydegger, Martin (* 1971), Schweizer Tourismusexperte
- Nydegger, Werner (* 1945), Schweizer Cartoonist und Designer
- Nydqvist, Johan Henrik Antenor (1817–1914), schwedischer Ingenieur und Industrieller

### Nye
- Nye, Archibald (1895–1967), britischer Generalleutnant, Diplomat und Regierungsbeamter, Vize-Chef des Imperialen Generalstabes, Gouverneur, Hochkommissar in Indien und Kanada
- Nye, Bill (* 1955), US-amerikanischer Moderator, Wissenschaftsjournalist und AutorBill Nye (* 1955)

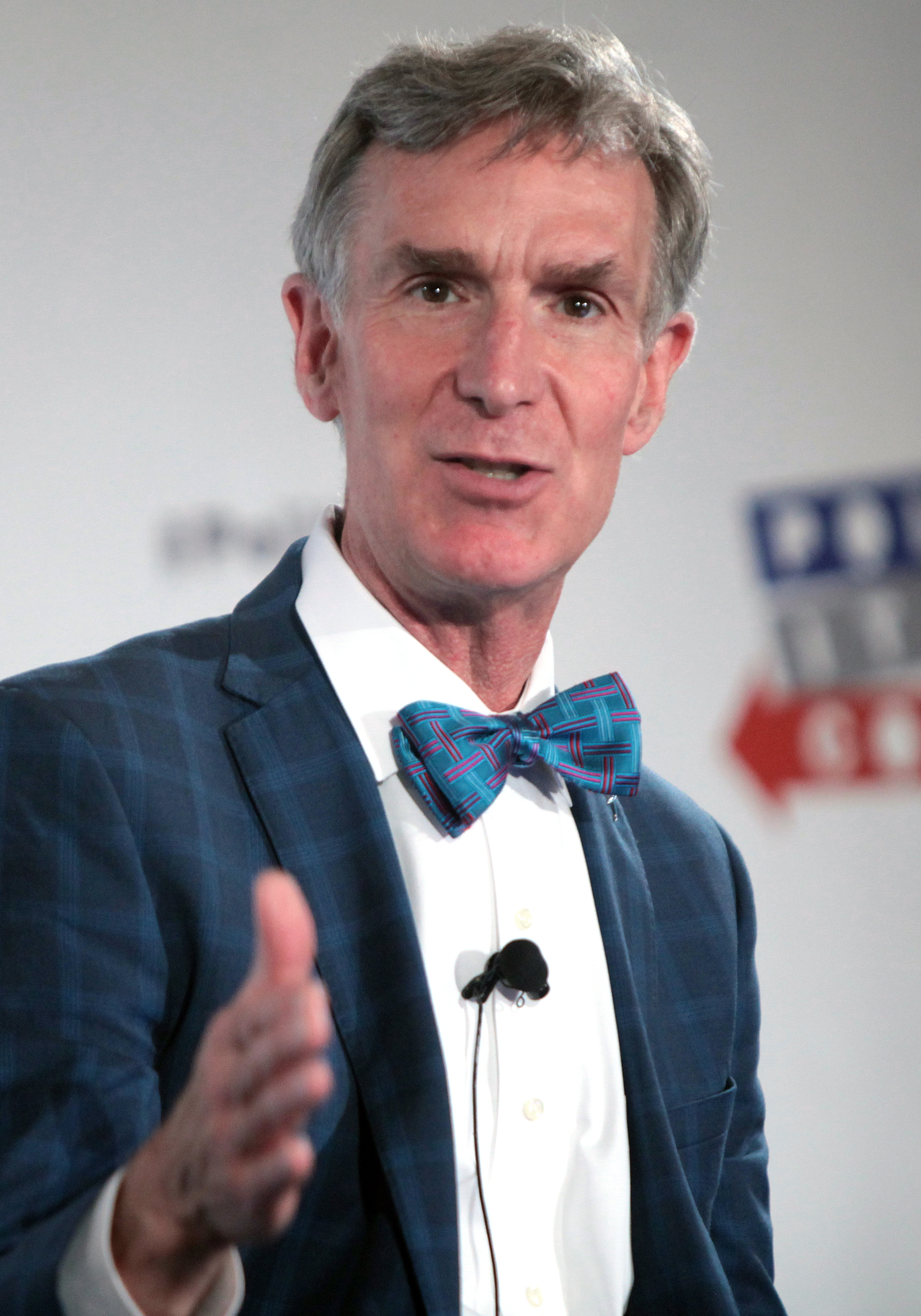
Bill Nye (* 1955)

- Nye, Blaine (* 1946), US-amerikanischer American-Football-Spieler und Unternehmer
- Nye, Carroll (1901–1974), US-amerikanischer Schauspieler
- Nye, David E. (* 1946), US-amerikanischer Amerikanist und Historiker
- Nye, Francis Ivan (1918–2014), US-amerikanischer Soziologe
- Nye, Frank (1852–1935), US-amerikanischer Politiker
- Nye, George D. (1898–1969), US-amerikanischer Politiker
- Nye, Gerald (1892–1971), US-amerikanischer Politiker
- Nye, Glenn (* 1974), US-amerikanischer Politiker
- Nye, Harold († 1965), US-amerikanischer Elektriker
- Nye, James W. (1815–1876), US-amerikanischer Politiker
- Nye, John (1923–2019), britischer Glaziologe
- Nye, Joseph, englisch-russischer Schiffbauer
- Nye, Joseph (1937–2025), US-amerikanischer Politologe, Politiker und PublizistJoseph Nye (1937–2025)

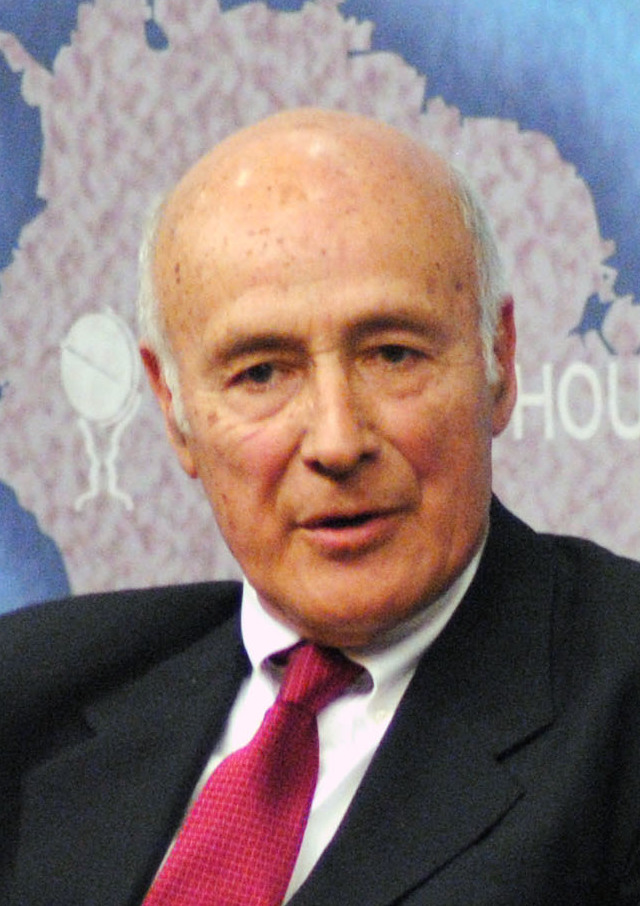
Joseph Nye (1937–2025)

- Nye, Katherine Elizabeth (* 1999), US-amerikanische Gewichtheberin
- Nye, Louis (1913–2005), US-amerikanischer Comedian und Schauspieler
- Nye, Mary Jo (* 1944), US-amerikanische Wissenschaftshistorikerin
- Nye, Mortimer (1838–1901), US-amerikanischer Politiker
- Nye, Nancy, Szenenbildnerin
- Nye, Robert (1939–2016), britischer Schriftsteller
- Nye, Ruth, Pianistin, Pianolehrerin
- Nye, Sue, Baroness Nye (* 1955), britische Politikerin
- Nyeboe, Marius Ib (1867–1946), dänischer Ingenieur und Bergbauunternehmer
- Nyein Chan (* 1994), myanmarischer Fußballspieler
- Nyein Chan Aung (* 1996), myanmarischer Fußballspieler
- Nyekereri, Damacline (* 1993), kenianische Speerwerferin
- Nyéki, Imre (1928–1995), ungarischer Schwimmer
- Nyekindi, Joseph Bilal (1944–1996), sudanesischer römisch-katholischer Geistlicher und Bischof von Wau
- Nyekjær, Sofus (* 1891), grönländischer Landesrat
- Nyel, Robert (1930–2016), französischer Chansonnier, Komponist, satirischer Zeichner und Kunstmaler
- Nyema Dalieh, Boniface (1933–2014), liberianischer Geistlicher, römisch-katholischer Erzbischof von Monrovia
- Nyeman, Moses (* 2003), US-amerikanisch-liberianischer Fußballspieler
- Nyembo, Safi (* 1984), deutsche Fußballspielerin
- Nyemeg, Thomas (* 1957), kamerunischer Radrennfahrer
- Nyeng, Emil (* 1991), norwegischer Skilangläufer
- Nyenget, Martin Løwstrøm (* 1992), norwegischer Skilangläufer
- Nyenhuis, Jacob Eugene (* 1935), US-amerikanischer Klassischer Philologe
- Nyepa, Jonathan (* 1996), malaysischer Sprinter
- Nyerechi, Alice Chelangat (* 1976), kenianische Langstreckenläuferin
- Nyerere, Julius (1922–1999), tansanischer PolitikerJulius Nyerere (1922–1999)

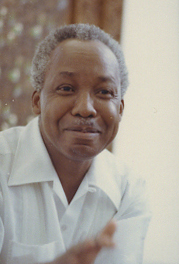
Julius Nyerere (1922–1999)

- Nyerre, Onesmus (* 1983), kenianischer Langstreckenläufer
- Nyers, István (1924–2005), ungarischer Fußballspieler
- Nyers, Rezső (1923–2018), ungarischer kommunistischer Politiker (MSZMP), Mitglied des Parlaments
- Nyertes, Zsuzsa (* 1958), ungarische Schauspielerin
- Nyestadt, Johann († 1518), Ratsherr der Hansestadt Lübeck
- Nyestadt, Ludeke, Ratsherr der Hansestadt Lübeck

### Nyf
- Nyfandopoulos, Ioannis (* 1990), griechischer Sprinter
- Nyfeler, Albert (1883–1969), Schweizer Maler und Fotograf
- Nyffeler, Ernst (* 1952), Schweizer Radrennfahrer
- Nyffeler, Melvin (* 1994), Schweizer Eishockeytorhüter
- Nyffenegger, Christian (* 1967), Schweizer Badmintonspieler
- Nyffenegger, Esther (* 1941), Schweizer Violoncellistin, Pianistin und Musikpädagogin
- Nyffenegger, Friedrich (1936–2011), Oberst im Generalstab der Schweizer Armee
- Nyffenegger, Willi (1924–2018), deutscher Polizist, Generalleutnant der Volkspolizei
- Nyfjäll, Adam (* 1992), schwedischer Handballspieler
- Nyfors, Malin Ingeborg (* 1997), norwegische Leichtathletin

### Nyg
- Nygaard, Andreas (* 1990), norwegischer Skilangläufer
- Nygaard, Christoffer (* 1986), dänischer Autorennfahrer
- Nygaard, Hannes (* 1949), deutscher Unternehmensberater und Schriftsteller
- Nygaard, Hjalmar Carl (1906–1963), US-amerikanischer Politiker
- Nygaard, Jeff (* 1972), US-amerikanischer Volleyball- und Beachvolleyballspieler
- Nygaard, John, dänischer Badmintonspieler
- Nygaard, Klaus (* 1957), dänischer Meeresbiologe
- Nygaard, Kristen (1926–2002), norwegischer Informatiker und ein Pionier auf dem Gebiet der Programmiersprachen
- Nygaard, Marc (* 1976), dänischer Fußballspieler
- Nygaard, Marius (1838–1912), norwegischer Lehrer und Sprachforscher
- Nygaard, Olaf (1894–1978), norwegischer Radrennfahrer
- Nygaard, Olivia Lykke (* 2001), norwegische Handballspielerin
- Nygaard, Sveinung, norwegischer Komponist und Musikproduzent
- Nygaard, Vanessa (* 1975), US-amerikanische Basketballspielerin und -trainerin
- Nygaard, William (* 1943), norwegischer Verleger
- Nygaardsvold, Johan (1879–1952), norwegischer sozialdemokratischer Politiker, Mitglied des Storting
- Nygård, Jon Per (* 1967), norwegischer Biathlet
- Nygård, Jon-Ivar (* 1973), norwegischer Politiker
- Nygard, Olav (1884–1924), norwegischer Dichter
- Nygård, Per Kristian (* 1987), norwegischer Skilangläufer
- Nygård, Peter (* 1941), finnisch-kanadischer Unternehmer und MäzenPeter Nygård (* 1941)

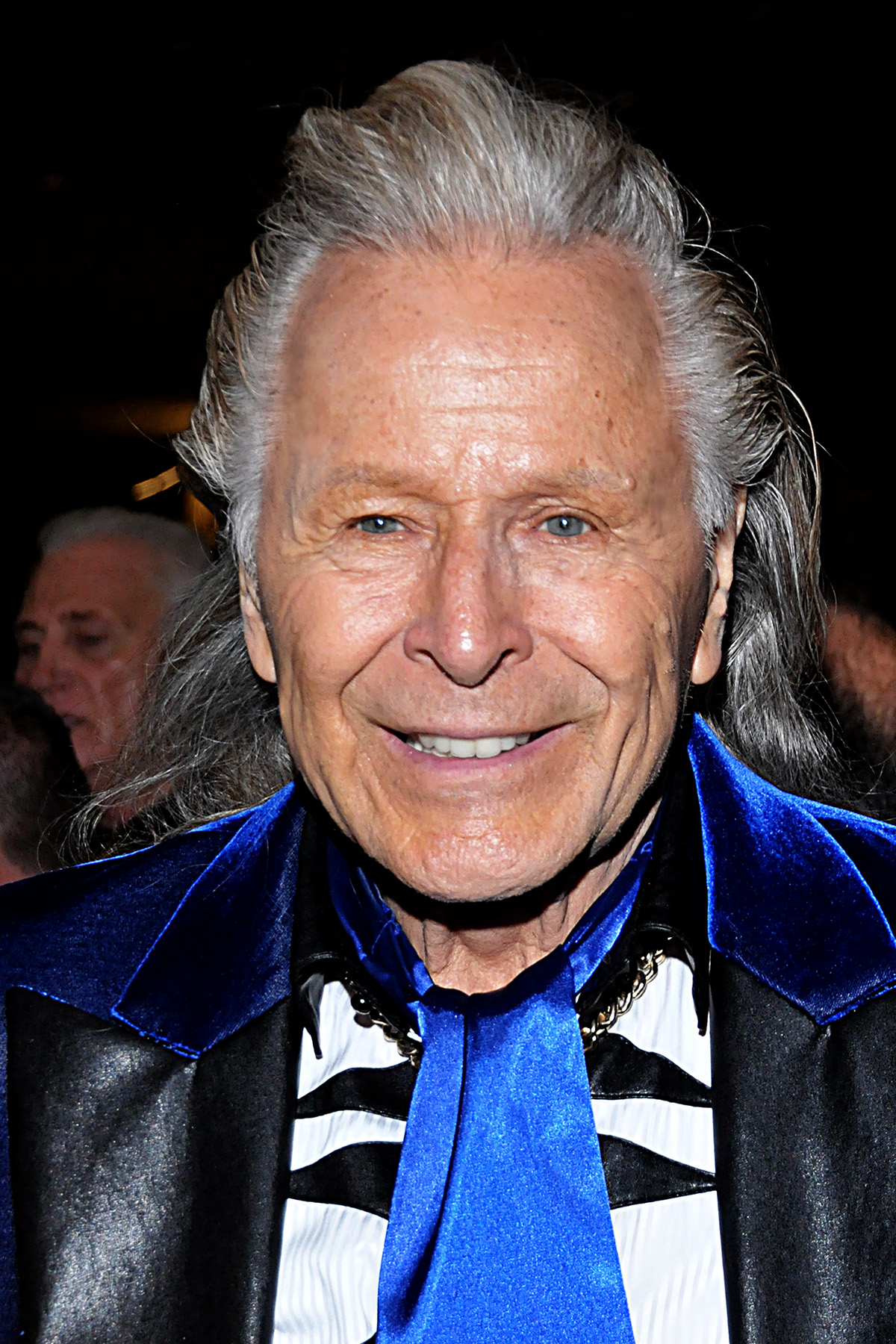
Peter Nygård (* 1941)

- Nygårdshaug, Gert (* 1946), norwegischer Schriftsteller
- Nyghmatulin, Nurlan (* 1962), kasachischer Politiker
- Nygren, Anders (1890–1978), schwedischer lutherischer Theologe und Bischof
- Nygren, Benjamin (* 2001), schwedischer Fußballspieler
- Nygren, Buu (* 1986), Präsident der Navajo Nation
- Nygren, David (* 1938), US-amerikanischer Physiker
- Nygren, Harley D. (1924–2019), US-amerikanischer Meereskundler
- Nygren, Magnus (* 1990), schwedischer Eishockeyspieler
- Nygren, Mia (* 1960), schwedisches Model und Schauspielerin
- Nygren, Wollert (1906–1988), norwegischer Eisschnellläufer
- Nygrýnová, Jarmila (1953–1999), tschechische Weitspringerin

### Nyh
- Nyh, Joel (* 1995), schwedischer Unihockeyspieler
- Nyhan, Julianne (* 1979), irische Wissenschaftlerin
- Nyhaug, Per (1926–2009), norwegischer Orchester- und Jazzmusiker (Vibraphon, Schlagzeug)
- Nyholm, Bengt (1930–2015), schwedischer Fußballtorhüter
- Nyholm, Didrik (1858–1931), dänischer Jurist und Richter am Ständigen Internationalen Gerichtshof (1922–1930)
- Nyholm, Elsa (1911–2002), schwedische Botanikerin und Bryologin
- Nyholm, Jesper (* 1993), schwedisch-philippinischer Fußballspieler
- Nyholm, Kristoffer (* 1951), dänischer Filmregisseur
- Nyholm, Robert (* 1988), finnischer Eishockeyspieler
- Nyholm, Ronald (1917–1971), australischer Chemiker
- Nyholm, Samuel (* 1973), schwedischer Grafikdesigner und Illustrator
- Nyholt, Hege Bae (* 1978), norwegische Politikerin
- Nyhus, Ellen (* 1966), norwegische Wirtschaftswissenschaftlerin und Hochschullehrerin
- Nyhus, Kaia Dahle (* 1990), norwegische Illustratorin und Kinderbuchautorin
- Nyhus, Svein (* 1962), norwegischer Autor

### Nyi
- Nyika, David (* 1995), neuseeländischer Boxer
- Nyilas, Tibor (1914–1986), US-amerikanischer Säbelfechter
- Nyilasi, Péter (* 1972), ungarischer Leichtathlet
- Nyilasi, Tibor (* 1955), ungarischer FußballspielerTibor Nyilasi (* 1955)

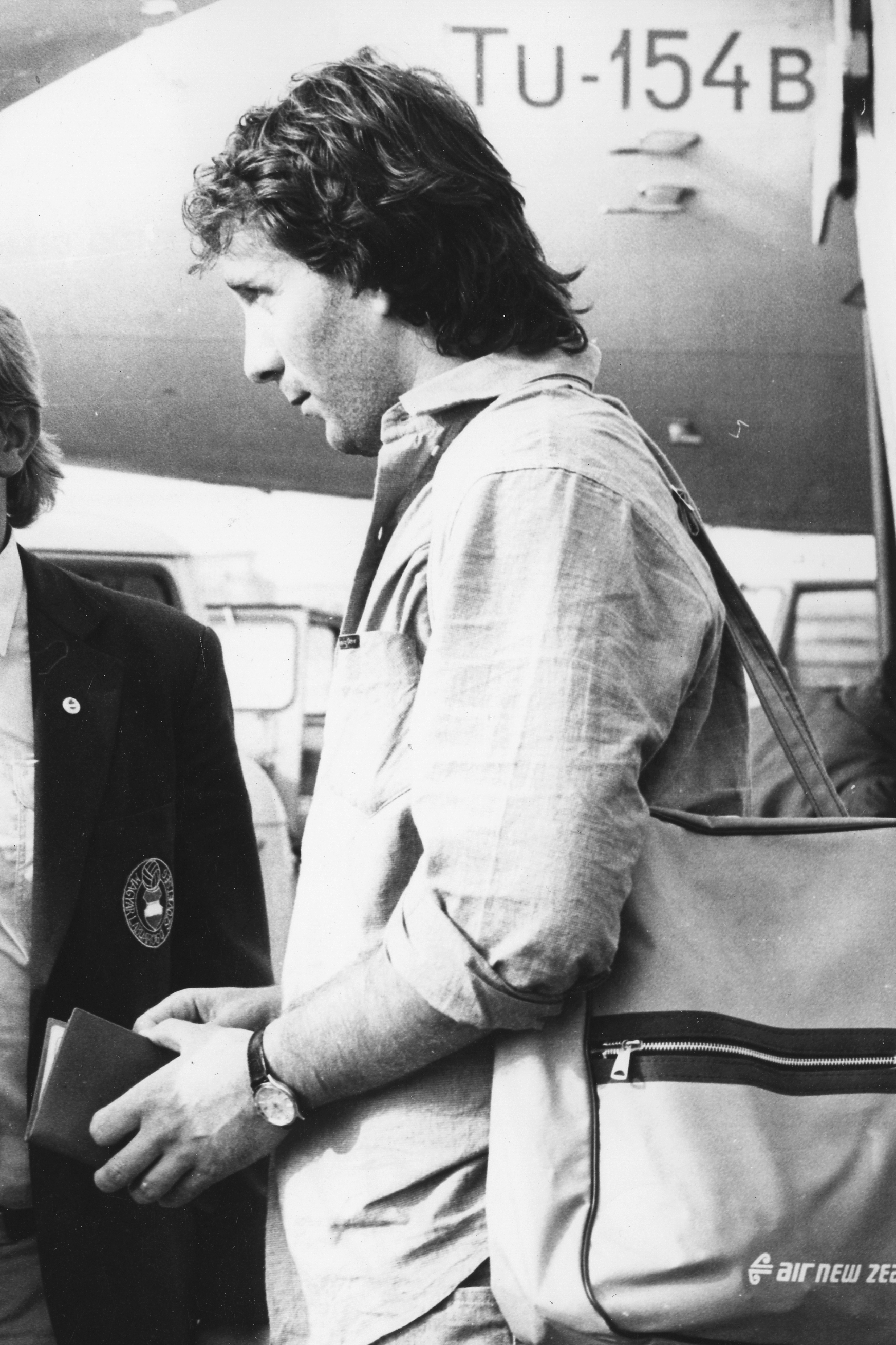
Tibor Nyilasi (* 1955)

- Nyima, Ang (1931–1986), nepalesischer Bergsteiger
- Nyingi, Dorothy Wanja (* 1974), kenianische Ichthyologin
- Nyiramasuhuko, Pauline (* 1946), ruandische Politikerin
- Nyirarukundo, Salome (* 1997), ruandische Langstreckenläuferin
- Nyirati, Judy (* 1944), australische Badmintonspielerin
- Nyíregyházi, Ervin (1903–1987), ungarisch-amerikanischer Pianist und Komponist
- Nyirenda, Charlton (* 1988), malawischer Schwimmer
- Nyirenda, Sankhani (* 1987), malawischer Fußballspieler
- Nyirenda, Yohane Suzgo (* 1976), malawischer römisch-katholischer Geistlicher, Bischof von Mzuzu
- Nyíri, Kristóf (* 1944), ungarischer Philosoph und Hochschullehrer
- Nyíri, Paul von (1903–1981), ungarischer Opernsänger (Bass)
- Nyíri, Sándor (1854–1911), ungarischer Feldmarschallleutnant, Politiker und Landesverteidigungsminister
- Nyirishema, Richard, ruandischer Basketballspieler und Politiker
- Nyírő, József (1889–1953), ungarischer Schriftsteller und Politiker, Mitglied des Parlaments
- Nyirongo, Gladys (* 1957), sambische Politikerin
- Nyiszli, Miklós (1901–1956), ungarischer Mediziner und Buchautor

### Nyk
- Nyka-Niliūnas, Alfonsas (1919–2015), litauischer Dichter, Literaturkritiker und Übersetzer
- Nykänen, Harri (1953–2023), finnischer Schriftsteller
- Nykänen, Jukka (* 1959), finnischer Filmeditor
- Nykänen, Matti (1963–2019), finnischer SkispringerMatti Nykänen (1963–2019)

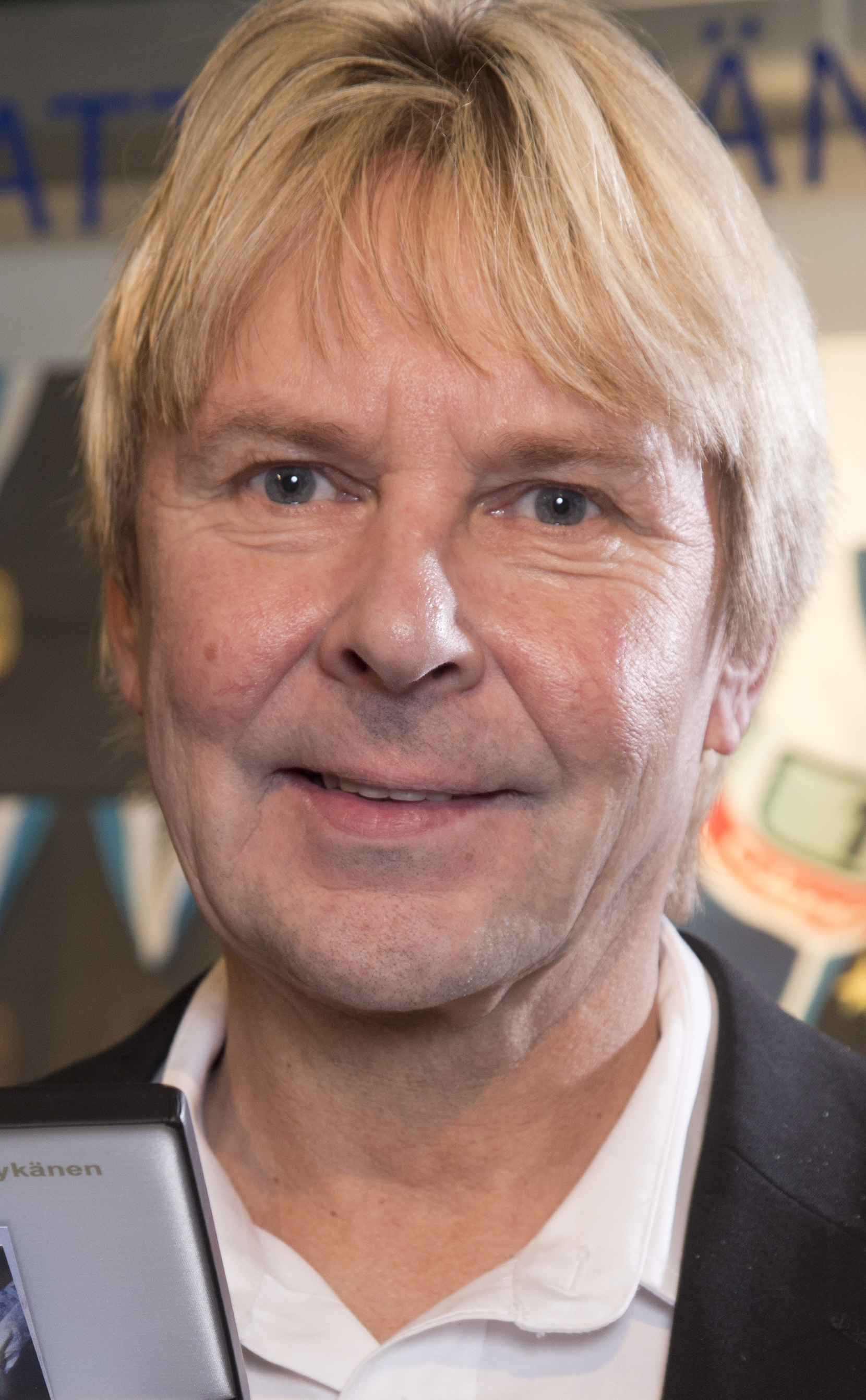
Matti Nykänen (1963–2019)

- Nykiel, Krzysztof Józef (* 1965), polnischer römisch-katholischer Geistlicher, Kurienbischof
- Nykiel, Magdalena (* 1983), polnische Biathletin
- Nykiel, Michel (1958–2014), polnischer Fußballspieler
- Nykiel, Mirosława (* 1953), polnische Politikerin (Platforma Obywatelska), Mitglied des Sejm
- Nykiel, Włodzimierz (* 1951), polnischer Rechtswissenschaftler
- Nykjær, Michel (* 1979), dänischer Automobilrennfahrer
- Nykkelmo, Grete Ingeborg (* 1961), norwegische Biathletin und Skilangläuferin
- Nykl, Alois Richard (1885–1958), US-amerikanischer Romanist, Hispanist und Arabist tschechischer Herkunft
- Nykl, David (* 1966), kanadischer Schauspieler für Film, Fernsehen und Theater
- Nykrin, Philipp (* 1984), österreichischer Jazzmusiker (Piano, Synthesizer, Komposition)
- Nykrog, Per (1925–2014), dänischer Romanist und Mediävist
- Nykvist, Ann-Christin (* 1948), schwedische sozialdemokratische Politikerin; Landwirtschaftsministerin
- Nykvist, Emil (* 1997), schwedischer Biathlet
- Nykvist, Sven (1922–2006), schwedischer Kameramann und Filmregisseur
- Nykyforow, Serhij (* 1994), ukrainischer Weitspringer
- Nykytenko, Tetjana (* 1977), ukrainische Handballspielerin und -trainerin

### Nyl
- Nyla, jamaikanische Sängerin
- Nyland, Bjørn Arne (* 1962), norwegischer Eisschnellläufer
- Nyland, Ørjan (* 1990), norwegischer Fußballtorhüter
- Nyland, Rose (1929–2004), deutsche Schriftstellerin, MdV
- Nylander Altelius, Jacqueline (* 2000), schwedische Tennisspielerin
- Nylander, Alexander (* 1998), schwedisch-kanadischer Eishockeyspieler
- Nylander, Carl (* 1932), schwedischer Archäologe
- Nylander, Claus Wilhelm Gabriel (1835–1907), schwedischer Chemiker
- Nyländer, Gustav Reinhold († 1825), estnischer Missionar und Afrikanist
- Nylander, Henrik (1914–1993), schwedischer Bauingenieur
- Nylander, Michael (* 1972), schwedischer Eishockeyspieler und -trainer
- Nylander, Sven (* 1962), schwedischer Leichtathlet
- Nylander, William (1822–1899), finnischer Zoologe, Botaniker und Lichenologe
- Nylander, William (* 1996), schwedisch-kanadischer Eishockeyspieler
- Nylén Persson, Maja (* 2000), schwedische Eishockeyspielerin
- Nylén, Carl-Olof (1892–1978), schwedischer HNO-Arzt und Tennisspieler
- Nylén, Erik (1918–2017), schwedischer Prähistoriker
- Nylen, Kevin (* 1981), US-amerikanischer Fußballspieler und -trainer
- Nylén, Niclas (* 1966), schwedischer Fußballspieler
- Nylén, Pehr Gustaf (1793–1870), schwedischer Kapitän
- Nylin, Per (* 1982), schwedischer Schwimmer
- Nyls (* 1982), französischer Sänger und Komponist italienischer Herkunft
- Nylso (* 1964), französischer Grafiker und Comic-Künstler
- Nylund, Camilla (* 1968), finnische Opernsängerin (Sopran)Camilla Nylund (* 1968)

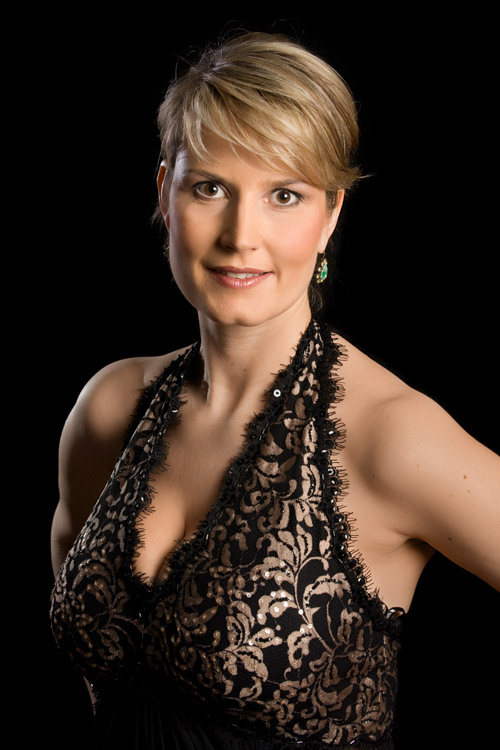
Camilla Nylund (* 1968)

- Nylund, Christer (* 1965), schwedischer Curler
- Nylund, Eric (* 1964), US-amerikanischer Autor
- Nylund, Felix (1878–1940), finnischer Bildhauer
- Nylund, Gary (* 1963), kanadischer Eishockeyspieler
- Nylund, Mattias (* 1980), schwedischer Fußballspieler
- Nylund, Ossian (1894–1939), finnischer Weitspringer, Dreispringer und Fünfkämpfer

### Nym
- Nyman, Andy (* 1966), britischer Schauspieler und Zauberkünstler
- Nyman, Ari (* 1984), finnischer Fußballspieler
- Nyman, Carl Frederik (1820–1893), schwedischer Botaniker
- Nyman, Christoffer (* 1992), schwedischer Fußballspieler
- Nyman, Ingrid Vang (1916–1959), dänische Buchillustratorin
- Nyman, John (1908–1977), schwedischer Ringer
- Nyman, Joni (* 1962), finnischer Boxer
- Nyman, Karin (* 1934), schwedische Übersetzerin und Schriftstellerin
- Nyman, Kecia (* 1941), finnisches Fotomodell
- Nyman, Lena (1944–2011), schwedische Schauspielerin
- Nyman, Lennart (1917–1998), schwedischer Fußballspieler und -trainer
- Nyman, Marcus (* 1990), schwedischer Judoka
- Nyman, Michael (* 1944), britischer KomponistMichael Nyman (* 1944)

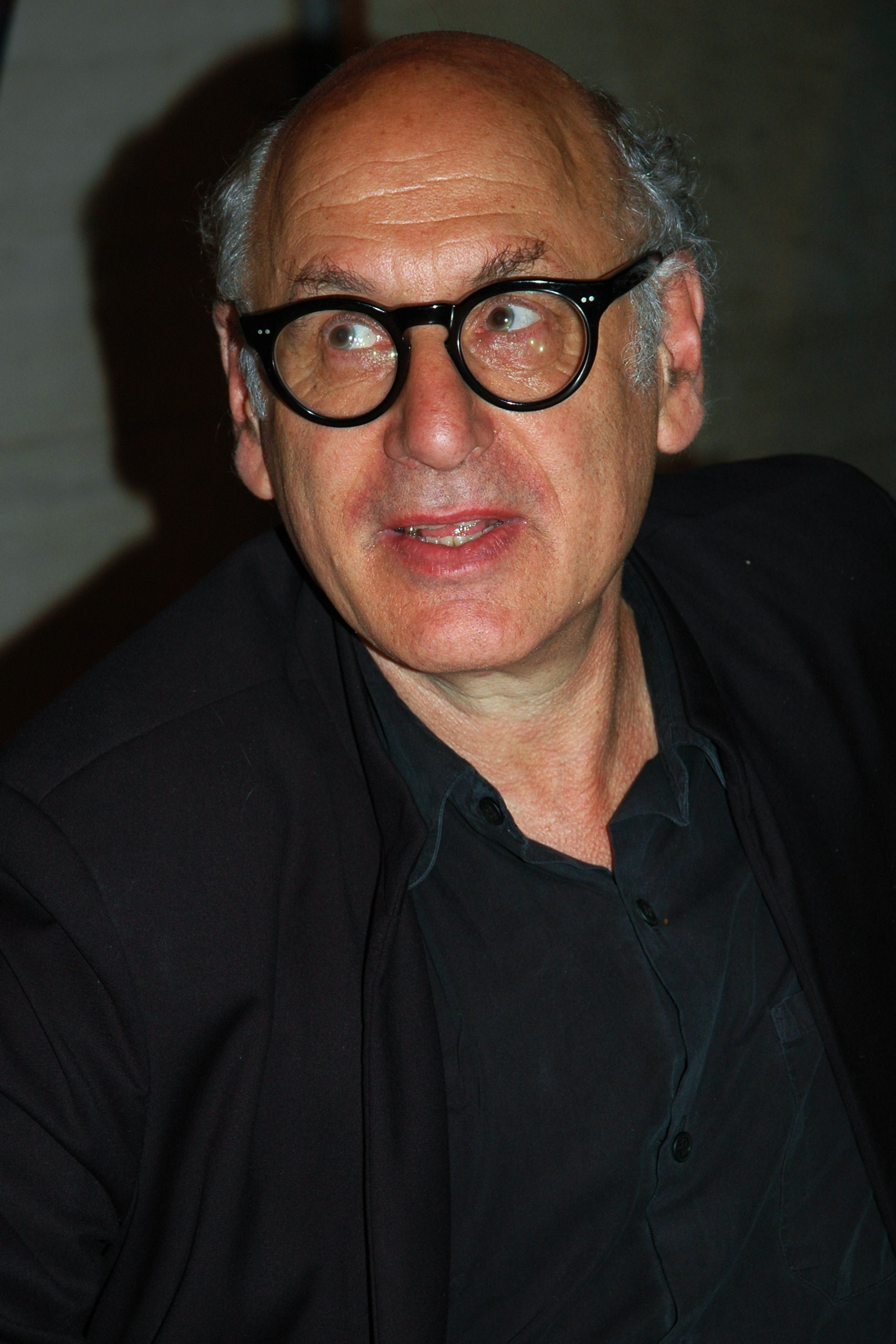
Michael Nyman (* 1944)

- Nyman, Molly, britische Komponistin
- Nyman, Paul (1929–2020), finnischer Radrennfahrer
- Nyman, Stefan (* 1972), schwedischer Eishockeyspieler und -trainer
- Nyman, Steven (* 1982), US-amerikanischer Skirennläufer
- Nyman, Tamara (* 1939), finnisches Fotomodell
- Nyman, Tuula (1943–2014), finnische Schauspielerin
- Nyman-Wänseth, Emelie (* 1998), schwedische Dreispringerin
- Nymann, Peter (* 1982), dänischer Fußballspieler
- Nymark Andersen, Anne (* 1972), norwegische Fußballspielerin
- Nymark Andersen, Nina (* 1972), norwegische Fußballspielerin
- Nymark, Kåre (* 1974), norwegischer Jazztrompeter und Komponist
- Nymark, Trond (* 1976), norwegischer Leichtathlet
- Nymeyer, Lacey (* 1985), US-amerikanische Schwimmerin
- Nymgau-Odemar, Erika (1889–1981), deutsche Schauspielerin und Synchronsprecherin
- Nymmann, Georg (1592–1638), deutscher Mediziner
- Nymmann, Hieronymus (1554–1594), deutscher Mediziner
- Nymo, Atle (* 1977), norwegischer Jazzmusiker (Tenorsaxophon und Klarinette)
- Nymoen, Ole (* 1998), deutscher Podcaster, freier Journalist und AutorOle Nymoen (* 1998)

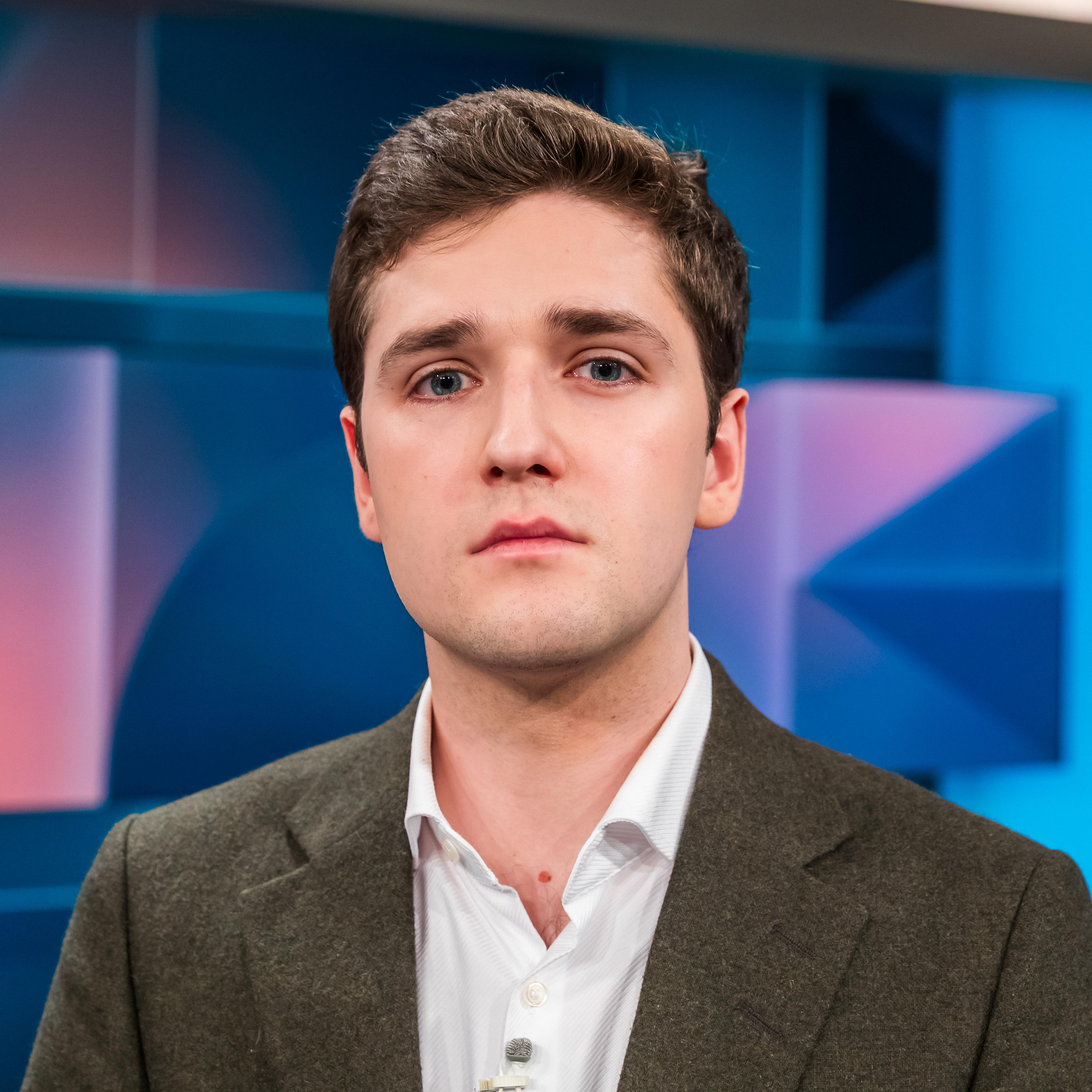
Ole Nymoen (* 1998)

- Nymoen, Silya (* 1978), norwegische Sängerin, Moderatorin und Schauspielerin
- Nymphidius Sabinus, Gaius († 68), römischer Prätorianerpräfekt
- Nymphis, griechischer Koroplast
- Nymphis von Herakleia, antiker griechischer Historiker
- Nymphodoros, Nemerios Granonis, antiker Goldschmied

### Nyn
- Nyncke, Helge (* 1956), deutscher Illustrator

### Nyo
- Nyo, Georges (1895–1980), französischer Divisionsgeneral der Kolonialtruppe in Indochina
- Nyokas, Alix Kévynn (* 1986), französisch-kongolesischer Handballspieler
- Nyokas, Olivier (* 1986), französisch-kongolesischer Handballspieler
- Nyokong, Tebello (* 1951), südafrikanische Chemikerin und Hochschullehrerin
- Nyolo, Sally (* 1963), kamerunische Sängerin
- Nyom, Allan (* 1988), kamerunisch-französischer Fußballspieler
- Nyomi, Setri (* 1954), ghanaischer reformierter Theologe
- Nyone, Humphrey, sambischer Offizier, Generalmajor
- Nyong, Kong, sudanesischer Junge
- Nyong’o, Lupita (* 1983), kenianische Schauspielerin und Filmemacherin

### Nyp
- Nypan, Sverre (* 2006), norwegischer Fußballspieler
- Nypoort, Justus van der, niederländischer Maler und Radierer

### Nyq
- Nyquist, Arild (1937–2004), norwegischer Schriftsteller
- Nyquist, Gustav (* 1989), schwedischer Eishockeyspieler
- Nyquist, Harry (1889–1976), US-amerikanischer Physiker
- Nyquist, Kristian (* 1964), US-amerikanischer Cembalist und Pianist (Hammerklavier)
- Nyquist, Ryan (* 1979), US-amerikanischer BMX- und Dirt-Bike-Fahrer
- Nyqvist, Ilkka (* 1975), finnischer Badmintonspieler
- Nyqvist, Mikael (1960–2017), schwedischer Film- und TheaterschauspielerMikael Nyqvist (1960–2017)

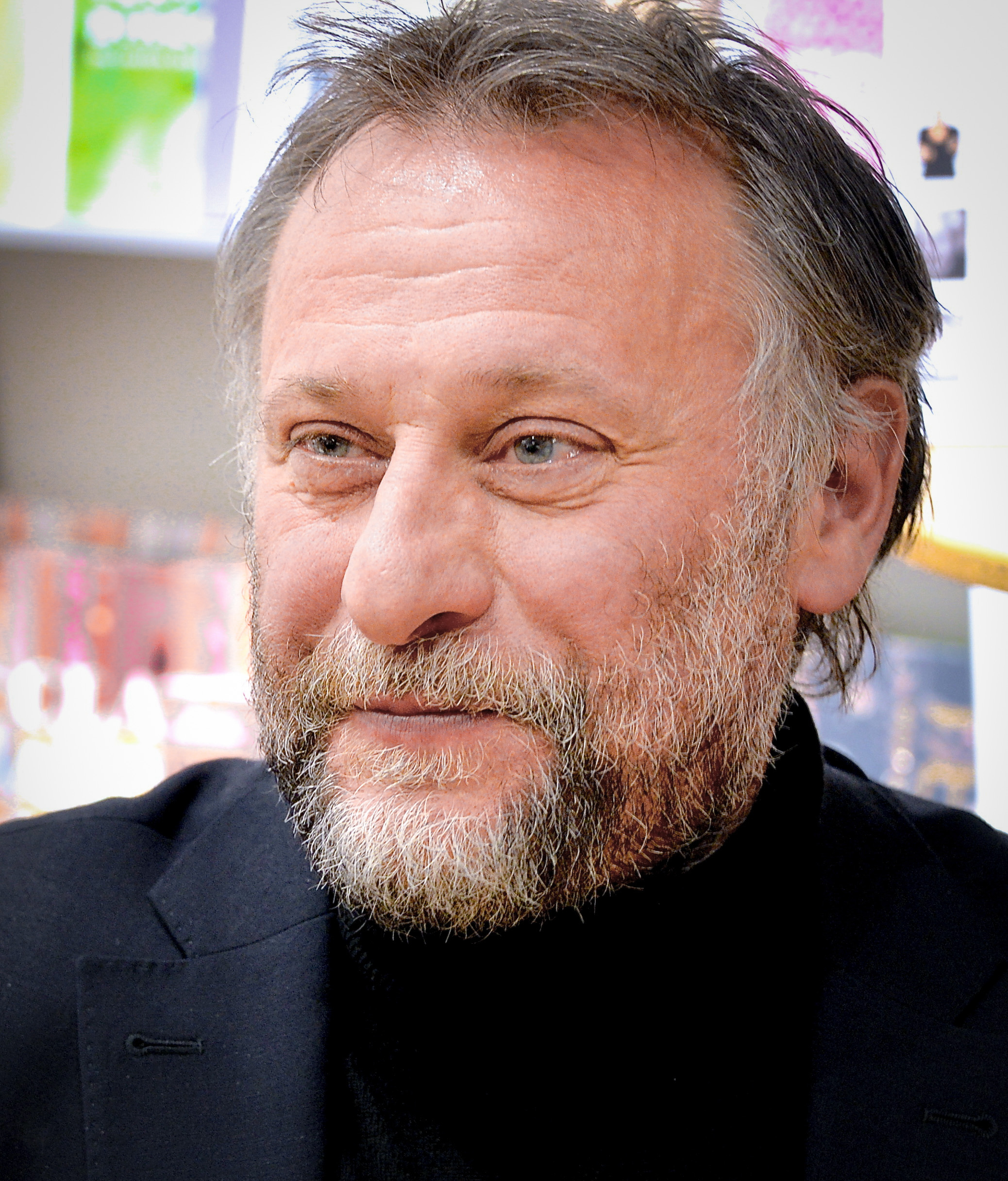
Mikael Nyqvist (1960–2017)

- Nyqvist, Vaadjuv (1902–1961), norwegischer Segler
- Nyqvist, Veikko (1916–1968), finnischer Diskuswerfer

### Nyr
- Nyrén, Magnus (1837–1921), schwedischer Astronom
- Nyrén, Pål (* 1955), schwedischer Biochemiker und Chemieingenieur
- Nyro, Laura (1947–1997), US-amerikanische Sängerin und Songautorin
- Nyroos, Gunilla (* 1945), finnische Schauspielerin
- Nyrop, Bill (1952–1995), US-amerikanischer Eishockeyspieler und -trainer
- Nyrop, Kristoffer (1858–1931), dänischer Romanist

### Nys
- Nys, Carl de (1917–1996), belgisch-französischer Musikwissenschaftler
- Nys, Ernest (1851–1920), belgischer Jurist
- Nys, Georges, französischer Turner
- Nys, Hugo (* 1991), französisch-monegassischer Tennisspieler
- Nys, Jef (1927–2009), belgischer Comiczeichner und -autor
- Nys, Karl de (1833–1907), preußischer Politiker
- Nys, Sven (* 1976), belgischer Cyclocross-Fahrer
- Nys, Thibau (* 2002), belgischer RadrennfahrerThibau Nys (* 2002)

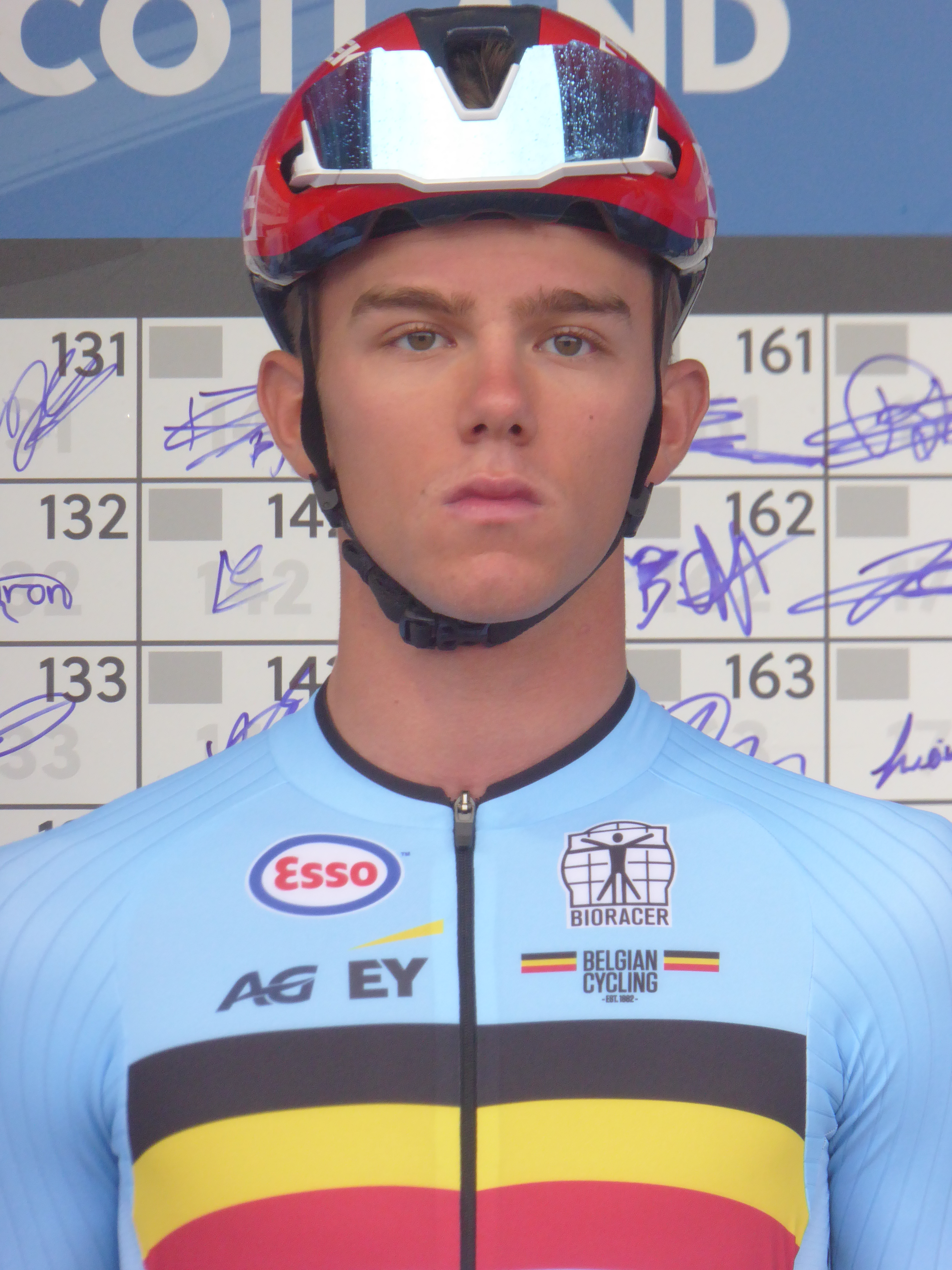
Thibau Nys (* 2002)

- Nysaios von Syrakus, Herrscher von Syrakus (351 v. Chr.–346 v. Chr.)
- Nyschnyk, Illja (* 1996), ukrainischer Schachspieler
- Nyschnyk, Olha (* 1990), ukrainische Langstreckenläuferin
- Nyschnyk-Wynnykiw, Iwanna (1912–1993), ukrainische Künstlerin
- Nyschtschuk, Jewhen (* 1972), ukrainischer Schauspieler und Politiker
- Nyß, Elise Kutscherra de (1867–1945), preußische Opernsängerin (Sopran) und Gesangspädagogin
- Nyssen, Elke (1942–2009), deutsche Pädagogin und Hochschullehrerin
- Nyssen, Françoise (* 1951), belgisch-französische Verlegerin
- Nyssen, Hubert (1925–2011), französischer Verleger, Essayist und Schriftsteller
- Nyssen, Leo (1897–1945), deutscher Landschafts- und Genremaler der Düsseldorfer Schule
- Nyssen, Wilhelm (1925–1994), deutscher römisch-katholischer Geistlicher, Hochschulpfarrer
- Nyst, Danièle (1942–1998), belgische Videokünstlerin
- Nyst, Jacques Louis (1942–1995), belgischer Videokünstler
- Nyst, Pierre-Henri (1813–1880), niederländischer Malakologe
- Nystad, Claudia (* 1978), deutsche SkilangläuferinClaudia Nystad (* 1978)

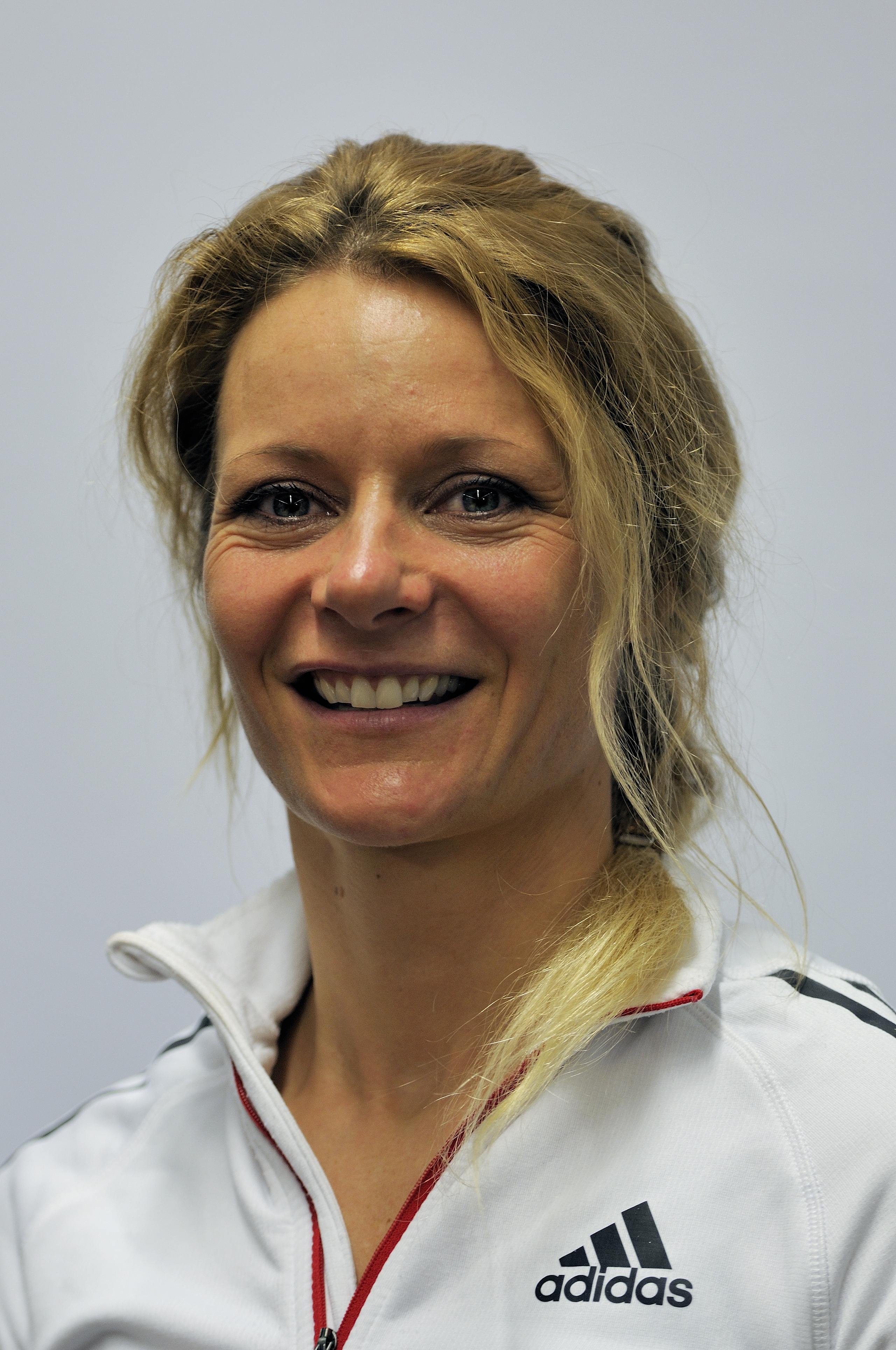
Claudia Nystad (* 1978)

- Nystad, Marteline, norwegische Fotografin
- Nystedt, Knut (1915–2014), norwegischer Komponist und ChorleiterKnut Nystedt (1915–2014)

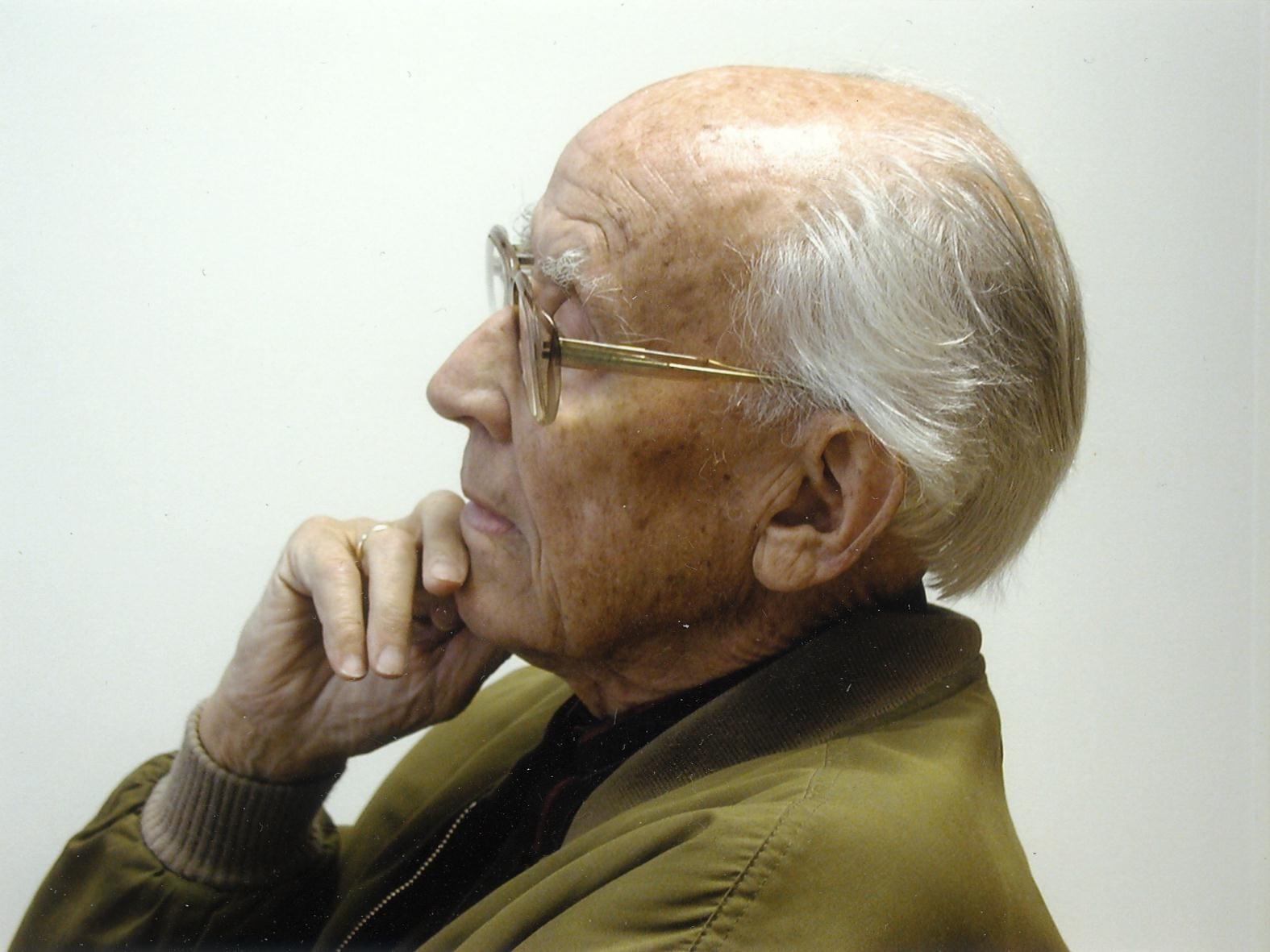
Knut Nystedt (1915–2014)

- Nystedt, Minna (* 1967), norwegische Eisschnellläuferin
- Nysten, Pierre-Hubert (1771–1818), französischer Physiologe und Kinderarzt
- Nystrand, Stefan (* 1981), schwedischer Freistil-Schwimmer
- Nystroem, Gösta (1890–1966), schwedischer Komponist und Maler
- Nyström, Anna (* 1973), schwedische Fußballschiedsrichterassistentin
- Nyström, Åsa (* 1960), schwedische Pfarrerin, Bischöfin von Luleå
- Nyström, Bertil (* 1935), schwedischer Ringer
- Nystrom, Bob (* 1952), kanadischer Eishockeyspieler
- Nyström, Carita (1940–2019), finnlandschwedische Schriftstellerin und Feministin
- Nyström, Emilia (* 1983), finnische Beachvolleyballspielerin
- Nystrom, Eric (* 1983), US-amerikanischer Eishockeyspieler
- Nyström, Erika (* 1983), finnisch-zyprische Beachvolleyballspielerin
- Nyström, Eva (* 1977), schwedische Triathletin
- Nyström, Eva (* 1999), finnische Fußballspielerin
- Nyström, Hjalmar (1904–1960), finnischer Ringer
- Nyström, Jenny (1854–1946), schwedische Malerin und Illustratorin
- Nyström, Jenny (* 1994), finnische Badmintonspielerin
- Nyström, Joakim (* 1963), schwedischer Tennisspieler
- Nyström, Johan (* 1975), schwedischer Schwimmer
- Nystrom, John W. (1825–1885), US-amerikanischer Ingenieur
- Nyström, Kauko (1933–2009), finnischer Leichtathlet
- Nystrøm, Lene (* 1973), norwegische Sängerin, Musikerin und SchauspielerinLene Nystrøm (* 1973)

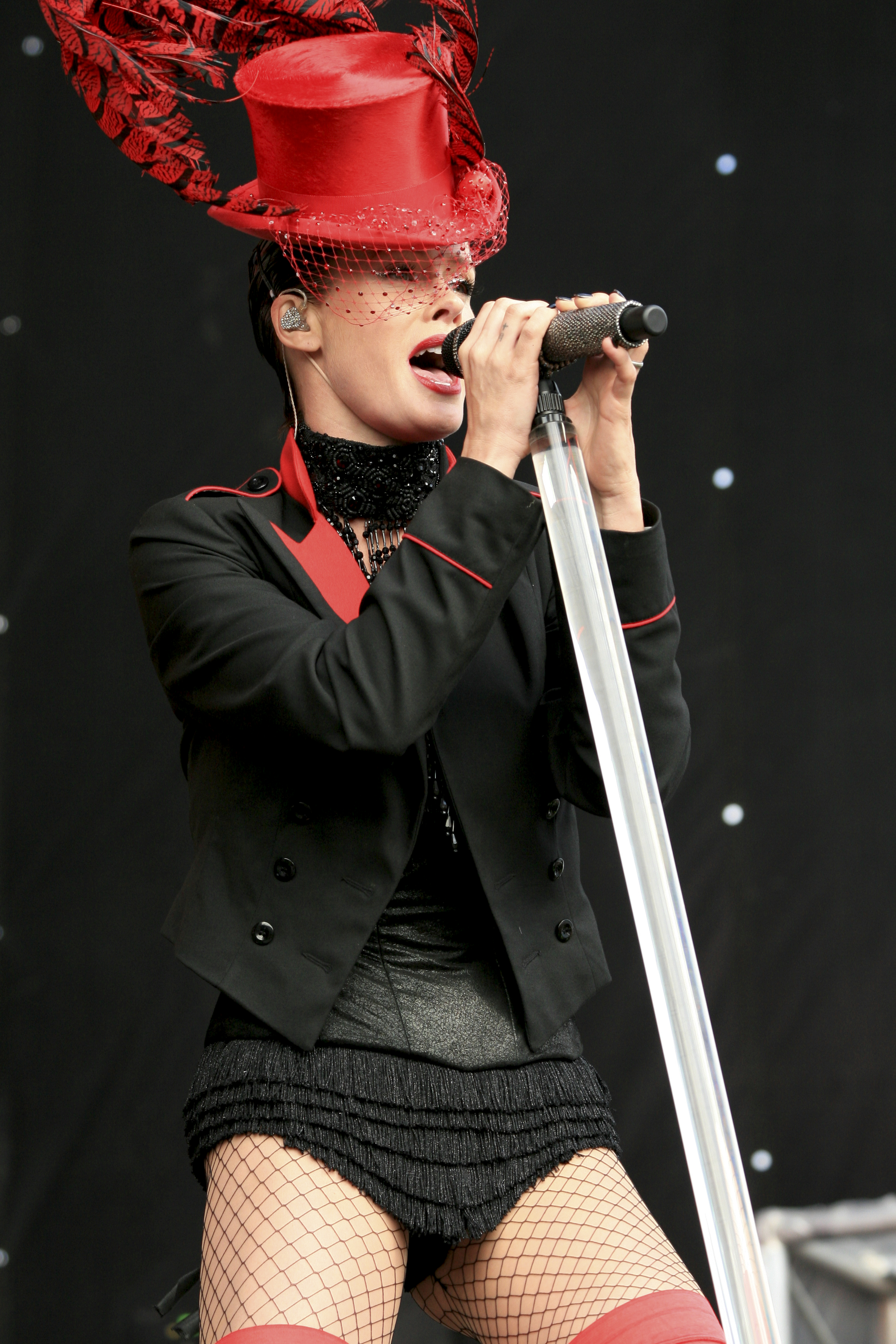
Lene Nystrøm (* 1973)

- Nyström, Stig (1919–1983), schwedischer Fußballspieler
- Nyström, Susanne (* 1982), schwedische Skiläuferin
- Nyström, Valter (1915–2011), schwedischer Langstreckenläufer
- Nysveen, Katrine (* 1973), norwegische Fußballspielerin
- Nyswander, Marie (1919–1986), US-amerikanische Psychiaterin und Psychotherapeutin
- Nyswaner, Ron (* 1956), US-amerikanischer Drehbuchautor, Filmregisseur und Filmproduzent

### Nyt
- Nyth Brân, Guto (1700–1737), Waliser Vertreter des Pedestriantismus
- Nytrix (* 1994), US-amerikanischer DJ, Produzent und Sänger
- Nytsch, Artjom Jurjewitsch (* 1995), russischer Radrennfahrer
- Nytsch-Geusen, Christoph, deutscher Ingenieur und Hochschullehrer, Professor für Gebäudetechnik
- Nytschyportschuk, Oleksandr (* 1992), ukrainischer Speerwerfer
- Nytz, Erwin (1914–1988), polnischer Fußballspieler

### Nyu
- Nyuiadzi, Serge (* 1991), französischer Fußballspieler
- Nyumi, Elizabeth (* 1947), australische Künstlerin
- Nyunt Wai, Maurice (* 1962), myanmarischer Geistlicher, römisch-katholischer Bischof von Mawlamyine
- Nyusi, Filipe (* 1959), mosambikanischer Unternehmer und Politiker der FRELIMO

### Nyv
- Nývlt, David Antonín (1696–1772), oberster Verwalter der Herrschaft Nachod, Chronist und Heimatschriftsteller

### Nyw
- Nyweide, Sophie (2000–2025), US-amerikanische Schauspielerin

### Nyy
- Nyýazow, Marat (1933–2009), turkmenischer Sportschütze
- Nyýazow, Saparmyrat (1940–2006), turkmenischer Politiker, Staats- und Regierungschef von TurkmenistanSaparmyrat Nyýazow (1940–2006)

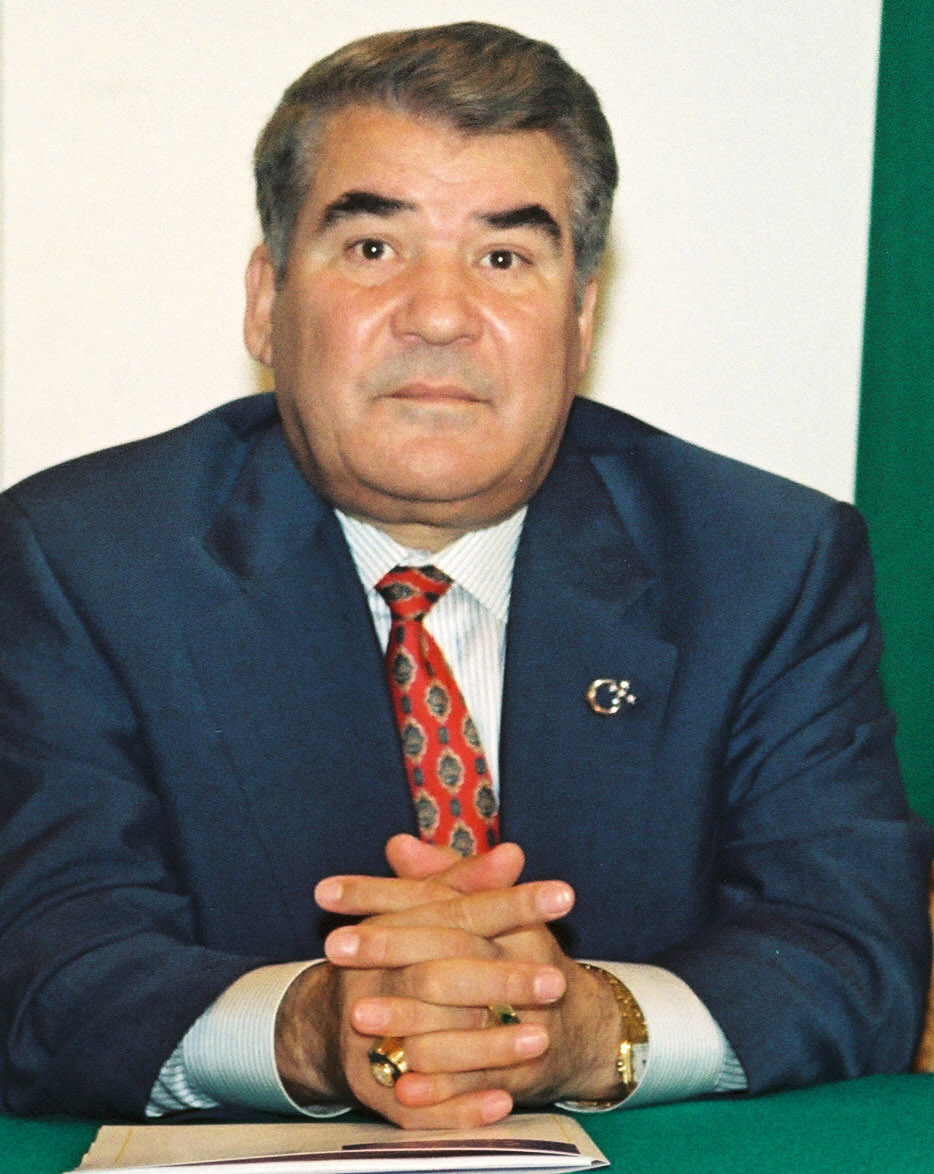
Saparmyrat Nyýazow (1940–2006)

- Nyysti, Sampsa (* 1978), finnischer Schachspieler

### Nyz
- Nyze (* 1981), deutscher Rapper